# Dario De Grassi
Dario De Grassi (* 12. April 1939 in Rom; † 19. September 2013 ebenda) war ein italienischer Schauspieler und Synchronsprecher.

## Leben
1961 gab De Grassi sein Schauspieldebüt im italienischen Fernsehen; ab Mitte der 1960er Jahre spielte er dann auch für das Kino. Bis 1985 interpretierte er rund dreißig Rollen, wobei er den Löwenanteil seiner Arbeiten in Fernsehserien ablieferte. Daneben war er ein gefragter Synchronsprecher.

## Filmografie (Auswahl)
- 1961: Racconti dell'Italia di ieri: Un episodio dell'anno della fame (Fernsehfilm)
- 1965: Der Mann, der kam, um zu töten (L’uomo dalla pistola d’oro)
- 1965: 7 goldene Männer (Sette uomini d'oro)
- 1966: Das Superding der 7 goldenen Männer (Il grande colpo dei sette uomini d'oro)
- 1966: Lanky Fellow – Der einsame Rächer (Per il gusto di uccidere)
- 1967: Vier Halleluja für Dynamit-Joe (Joe l'implacabile)
- 1985: Aeroporto internazionale: Chi la fa spia (Fernsehserie, eine Episode)